# Fluxo circular de renda

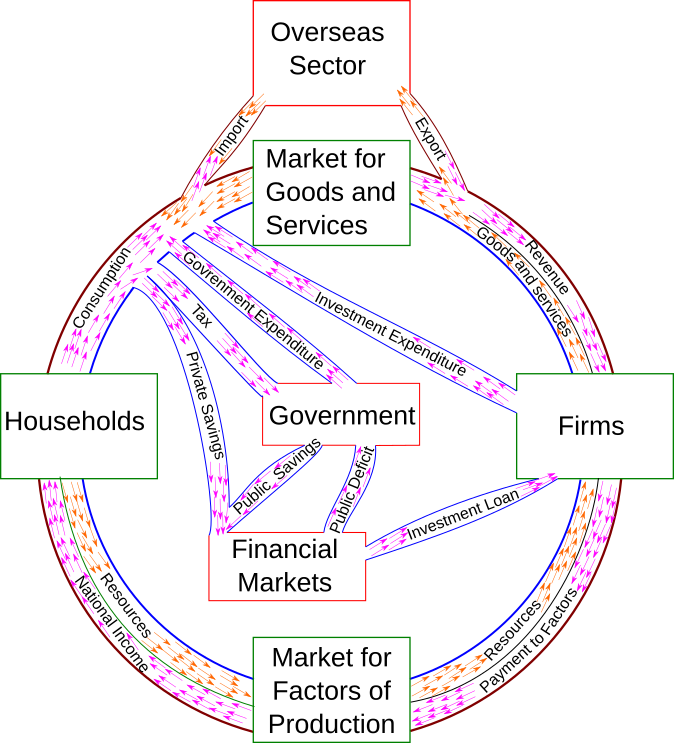
Este gráfico mostra o fluxo circular de renda em uma economia de cinco setores, fluxo de dinheiro é mostrado com roxo e fluxo de mercadorias e serviços com laranja. O dinheiro flui na direção oposta de bens e serviços.

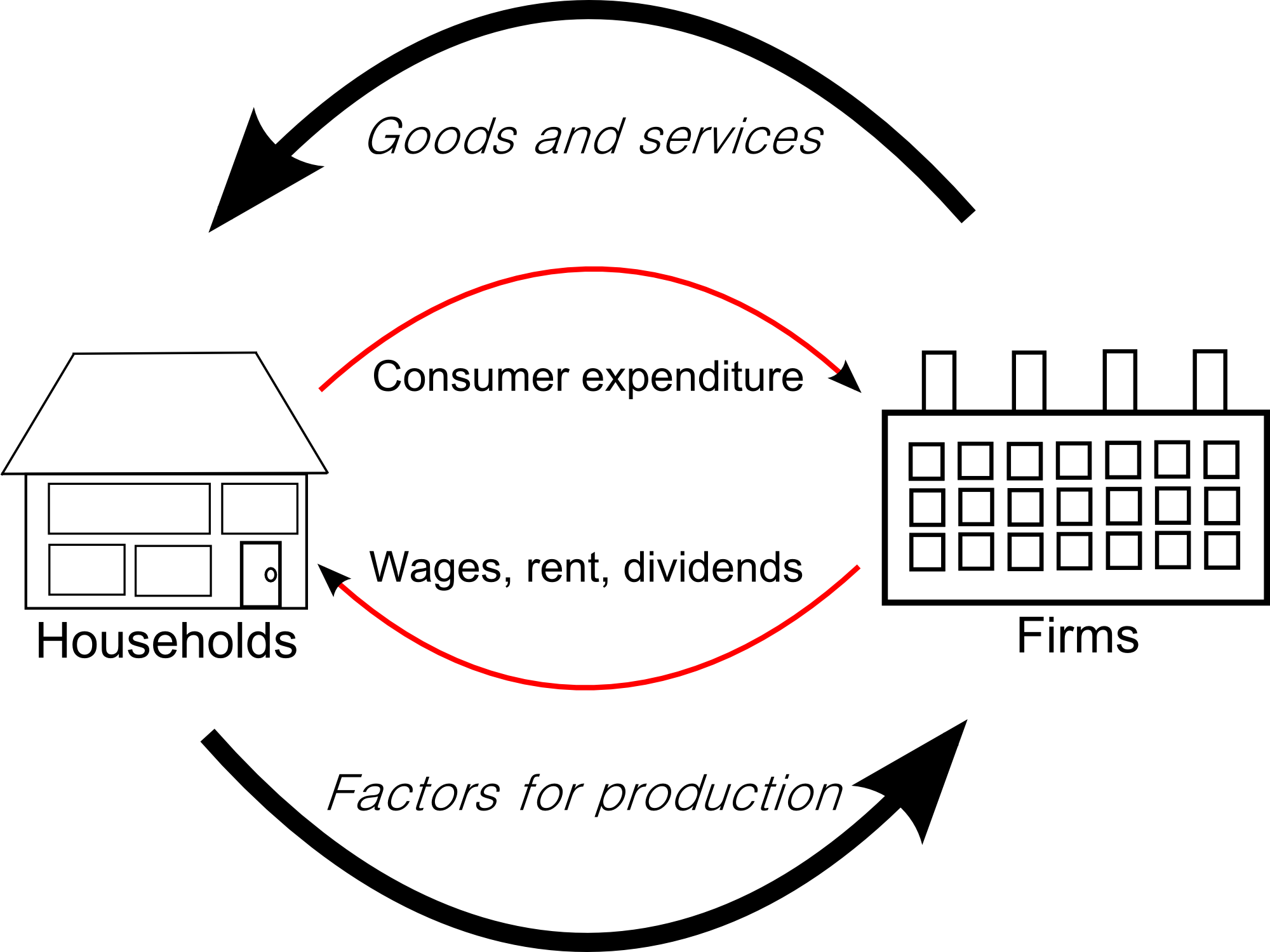
Diagrama básico do fluxo circular de renda. O funcionamento do sistema econômico de livre mercado é representado por firmas e domicílios e por interação.

O fluxo circular de renda ou fluxo circular é um modelo da economia em que as principais movimentos são representadas como fluxos de dinheiro, bens e serviços, etc. entre agentes econômicos. Os fluxos de dinheiro e bens trocados em um circuito fechado correspondem em valor, mas correm na direção oposta. A análise circular do fluxo é a base das contas nacionais e, portanto, da macroeconomia. 
A ideia do fluxo circular já estava presente no trabalho de Richard Cantillon.  François Quesnay desenvolveu e visualizou este conceito no chamado Tableau économique. Desenvolvimentos importantes do quadro de Quesnay foram os esquemas de reprodução de Karl Marx no segundo volume do Capital: Crítica da Economia Política, e a Teoria Geral do Emprego, Juros e Dinheiro, de John Maynard Keynes. Richard Stone desenvolveu ainda mais o conceito para a Organização das Nações Unidas (ONU) e a Organização para Cooperação e Desenvolvimento Econômico (OCDE) para o sistema, que agora é usado internacionalmente. 

## Visão geral
O fluxo circular de renda é um conceito para uma melhor compreensão da economia como um todo e, por exemplo, da Renda Nacional e das Contas de Produtos (NIPAs). Em sua forma mais básica, considera uma economia simples, consistindo apenas de negócios e indivíduos, e pode ser representada em um chamado "fluxograma circular". Nesta economia simples, os indivíduos fornecem o trabalho que permite às empresas produzir bens e serviços. Essas atividades são representadas pelas linhas verdes no diagrama.

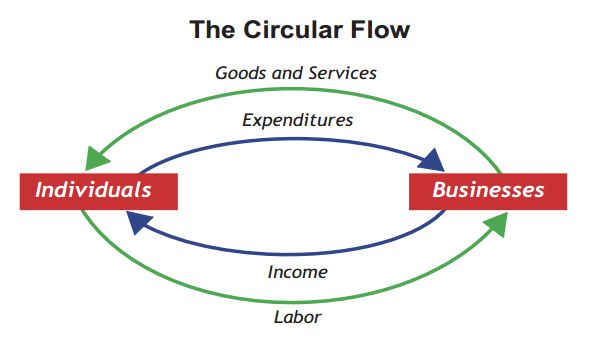
Modelo do fluxo circular de receita e despesa

Alternativamente, pode-se pensar nessas transações em termos dos fluxos monetários que ocorrem. As empresas fornecem aos indivíduos renda (na forma de compensação) em troca de seu trabalho. Essa receita é gasta nos bens e serviços que as empresas produzem. Essas atividades são representadas pelas linhas azuis no diagrama acima.
O fluxograma circular ilustra a interdependência dos “fluxos”, ou atividades, que ocorrem na economia, como a produção de bens e serviços (ou a “produção” da economia) e a renda gerada a partir dessa produção. O fluxo circular também ilustra a igualdade entre a renda obtida da produção e o valor dos bens e serviços produzidos.
Naturalmente, a economia total é muito mais complicada do que a ilustração acima. Uma economia envolve interações entre não apenas indivíduos e empresas, mas também governos federais, estaduais e locais e residentes do resto do mundo. Também não são mostrados nesta ilustração simples da economia outros aspectos da atividade econômica, como investimento em capital (produzido - ou fixo - ativos como estruturas, equipamentos, pesquisa e desenvolvimento, e software), fluxos de capital financeiro (tais como ações, títulos e depósitos bancários) e as contribuições desses fluxos para a acumulação de ativos fixos.

## História

### Cantillon

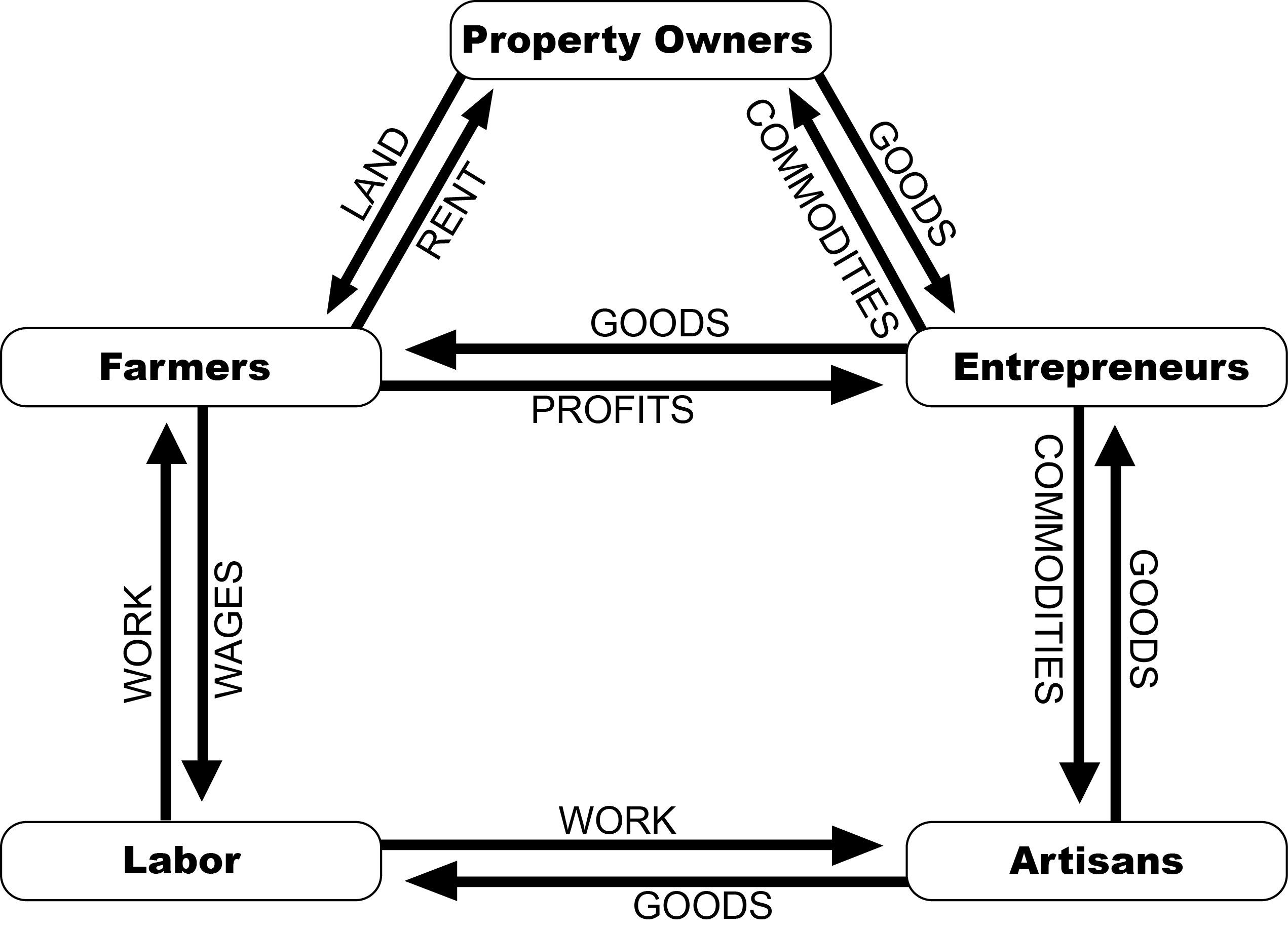
Representação do modelo de fluxo circular primitivo de Cantillon

Uma das primeiras ideias sobre o fluxo circular foi explicada na obra do economista irlandês-francês do século XVIII Richard Cantillon, que foi influenciado por economistas anteriores, especialmente William Petty. Cantillon descreveu o conceito em seu ensaio de 1730 sobre a natureza do comércio em geral , no capítulo 11, intitulado "O Par ou relação entre o valor da terra e do trabalho" ao capítulo 13, intitulado "A Circulação e Troca de Mercadorias e Mercadoria, como bem como a sua produção, são realizadas na Europa por empresários, e em risco. " Thornton eds. (2010) explicou ainda: 
Cantillon desenvolve um modelo de fluxo circular da economia que mostra a distribuição da produção agrícola entre proprietários, agricultores e trabalhadores. A produção agrícola é trocada pelos bens e serviços produzidos nas cidades por empreendedores e artesãos. Embora os proprietários sejam “independentes”, o modelo demonstra a interdependência mútua entre todas as classes de pessoas que Adam Smith apelidou de “ mão invisível ” em The Theory of Moral Sentiments (1759). 
Cantillon distinguiu pelo menos cinco tipos de agentes econômicos: proprietários, agricultores, empreendedores, trabalhadores e artesãos, conforme expresso no diagrama contemporâneo da Economia do Fluxo Circular de Cantillon.

### Quesnay

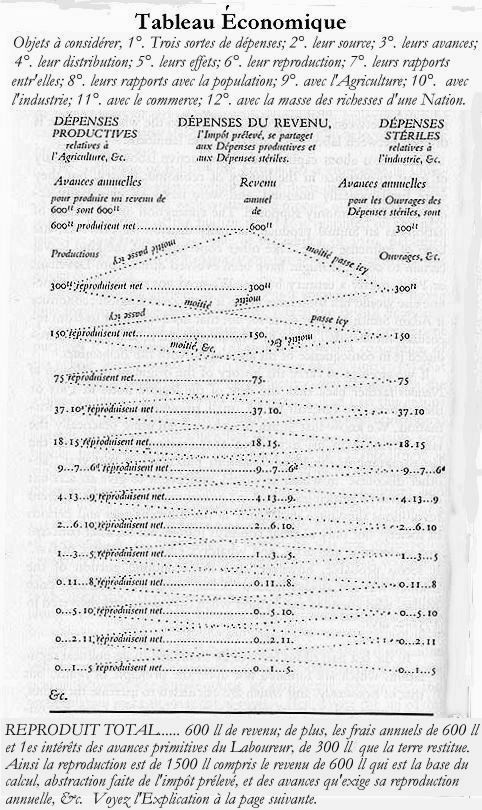
Tableau économique

François Quesnay desenvolveu ainda mais esses conceitos e foi o primeiro a visualizar essas interações ao longo do tempo no chamado Tableau Économique. Quesnay acreditava que o comércio e a indústria não eram fontes de riqueza, e em seu livro de 1758, Tableau économique (Tabela Econômica), argumentava que os excedentes agrícolas, fluindo pela economia sob a forma de aluguel, salários e compras, eram os verdadeiros fatores econômicos por dois motivos. 
- Primeiro, a regulação impede o fluxo de renda em todas as classes sociais e, portanto, o desenvolvimento econômico.
- Em segundo lugar, os impostos sobre as classes produtivas, como os agricultores, deveriam ser reduzidos em favor de impostos mais altos para classes improdutivas, como os proprietários de terras, uma vez que seu estilo de vida luxuoso distorce o fluxo de renda.

O modelo criado por Quesnay consistia em três agentes econômicos: A classe "proprietária" consistia em apenas proprietários de terra. A classe "produtiva" consistia em todos os trabalhadores agrícolas. A classe "estéril" é composta de artesãos e comerciantes. O fluxo de produção e/ou dinheiro entre as três classes começou com a classe proprietária porque eles possuem o terreno e compram de ambas as outras classes. Quesnay visualizou as etapas do processo no Tableau économique. 

### Marx
Na economia marxiana, a reprodução econômica refere-se a processos recorrentes (ou cíclicos) pelos quais as condições iniciais necessárias para que a atividade econômica ocorra são constantemente recriadas.
A reprodução econômica envolve a produção e distribuição física de bens e serviços, o comércio (a circulação via trocas e transações) de bens e serviços e o consumo de bens e serviços (consumo produtivo ou intermediário e consumo final). 
Karl Marx desenvolveu os insights originais de Quesnay para modelar a circulação de capital, dinheiro e mercadorias no segundo volume de Das Kapital para mostrar como o processo de reprodução que deve ocorrer em qualquer tipo de sociedade pode ocorrer na sociedade capitalista por meio do circulação de capital.
Marx distingue entre "reprodução simples" e "reprodução expandida (ou ampliada)". No primeiro caso, nenhum crescimento econômico ocorre, enquanto no segundo caso, mais é produzido do que o necessário para manter a economia no nível dado, possibilitando o crescimento econômico. No modo de produção capitalista, a diferença é que, no primeiro caso, o novo valor excedente criado pelo trabalho assalariado é gasto pelo empregador no consumo (ou colecionado), enquanto no último caso, parte dele é reinvestido na produção . 

### Novos desenvolvimentos

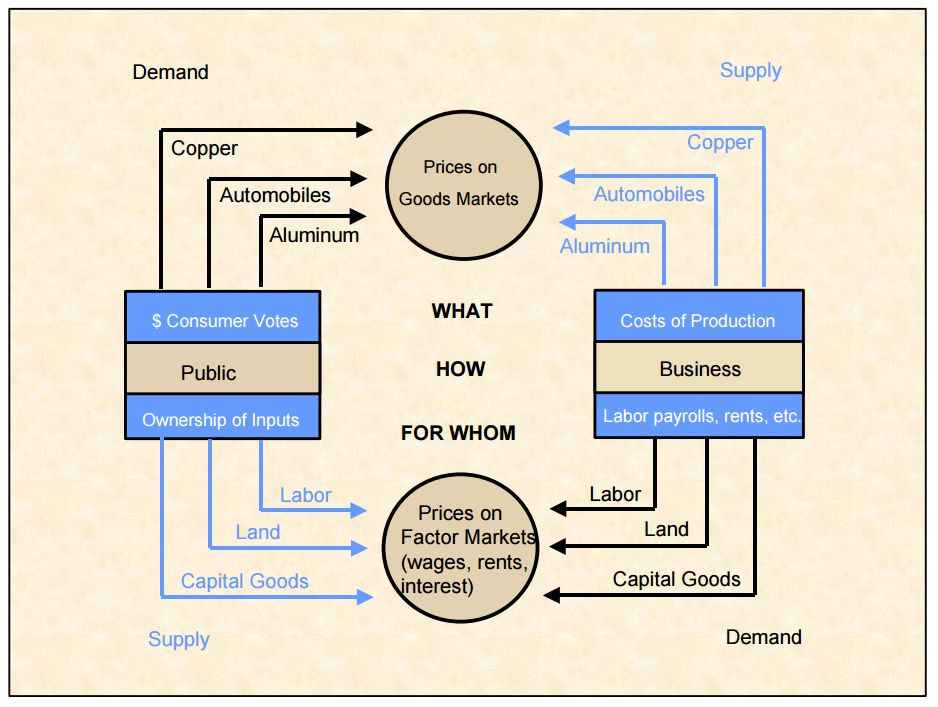
O sistema de preços competitivos adaptado de Samuelson, 1961

Um desenvolvimento importante foi a publicação em 1933 de John Maynard Keynes da Teoria Geral do Emprego, do Juro e da Moeda. O assistente de Keynes, Richard Stone, desenvolveu ainda mais o conceito para as Nações Unidas (ONU) e a Organização para Cooperação e Desenvolvimento Econômico (OCDE) para os sistemas, que agora são usados internacionalmente. 
O primeiro a visualizar o modelo moderno de fluxo circular de renda foi Frank Knight, em 1933, publicação da The Economic Organization. Knight (1933) explicou: 
[podemos ver a] organização econômica como um sistema de relações de prêmio. Visto na grande empresa livre é uma organização de produção e distribuição na qual indivíduos ou unidades familiares obtêm sua renda real, sua "vida", vendendo poder produtivo por dinheiro para "unidades de negócios" ou "empresas", e comprando com o a renda monetária obteve assim os bens e serviços diretos que eles consomem. Este ponto de vista, deve ser lembrado, ignora por uma questão de simplicidade o fato de que uma fração apreciável do poder produtivo em uso a qualquer momento não é realmente empregada para satisfazer os desejos atuais, mas para prever o aumento da satisfação no futuro; trata a sociedade como seria, ou tenderia a se tornar, com o progresso ausente, ou em um estado “estático”.
Knight retratou uma circulação de dinheiro e circulação de valor econômico entre pessoas (indivíduos, famílias) e empresas como um grupo, explicando: "O caráter geral de um sistema empresarial, reduzido aos seus termos mais simples, pode ser ilustrado por um diagrama mostrando a troca de poder produtivo por bens de consumo entre indivíduos e unidades de negócios, mediado pela circulação de dinheiro e sugerindo a figura familiar da roda de riqueza ."

## Tipos de modelos

### Modelo de dois setores
No fluxo circular básico de renda, ou no modelo de fluxo circular de renda de dois setores, o estado de equilíbrio é definido como uma situação em que não há tendência para os níveis de renda ({\displaystyle Y}), gasto ({\displaystyle E}) e produção ({\displaystyle O}) para mudar, isto é: 
{\displaystyle Y=E=O}

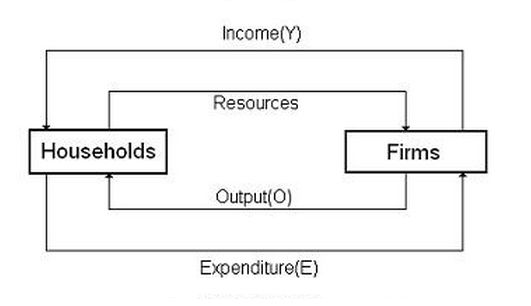
Diagrama de fluxo circular de dois setores

Isso significa que o gasto dos compradores (residências) se torna renda para os vendedores (firmas). Em seguida, as empresas gastam essa receita em fatores de produção, como mão-de-obra, capital e matérias-primas, "transferindo" sua renda para os proprietários dos fatores. Os proprietários dos fatores gastam essa renda em mercadorias, o que leva a um fluxo circular de renda. 
Este modelo básico circular de fluxo de renda consiste em seis suposições: 
1. A economia consiste em dois setores: famílias e empresas.
2. Os agregados familiares gastam todo o seu rendimento ({\displaystyle Y}) em bens e serviços ou consumo ({\displaystyle C}). Não há poupança ({\displaystyle S}).
3. Todo o produto ({\displaystyle O}) produzido pelas empresas é comprado pelas famílias através das suas despesas ({\displaystyle E}).
4. Não há setor financeiro.
5. Não há setor governamental.
6. Não há setor estrangeiro.
7. A intervenção do governo não é necessária.

### Modelo de três setores
Inclui o setor das famílias, setor produtivo e setor governamental. Ele estudará uma renda de fluxo circular nesses setores, excluindo o restante do mundo, ou seja, a renda da economia fechada. Aqui flui do setor das famílias e do setor de produção para o setor governamental, sob a forma de impostos. A renda recebida do setor público é direcionada para o setor produtivo e domiciliar, na forma de pagamentos para compras governamentais de bens e serviços, bem como pagamento de subsídios e transferências de pagamentos. Cada pagamento tem um recibo em resposta a ele pelo qual a despesa agregada de uma economia se torna idêntica à renda agregada e faz com que esse fluxo circular se torne interminável. 

### Modelo de quatro setores
Uma economia monetária moderna compreende uma rede de economia de quatro setores: 
1. Setor doméstico
2. Empresas ou setor produtivo
3. Setor governamental
4. Setor financeiro.

Cada um dos setores acima recebe alguns pagamentos do outro em vez de bens e serviços que fazem um fluxo regular de bens e serviços físicos. O dinheiro facilita essa troca sem problemas. Um resíduo de cada mercado vem no mercado de capitais como poupança, que por sua vez é investido em empresas e no setor governamental. Tecnicamente falando, desde que o empréstimo seja igual ao empréstimo, ou seja, o vazamento é igual às injeções, o fluxo circular continuará indefinidamente. No entanto, esse trabalho é feito por instituições financeiras da economia. 

### Modelo de cinco setores
No modelo dos cinco setores, a economia é dividida em cinco setores: 
1. Setor doméstico
2. Empresas ou setor produtivo
3. Setor financeiro: bancos e intermediários não bancários que se envolvem no empréstimo (poupança das famílias) e empréstimo de dinheiro
4. Setor governamental: consiste nas atividades econômicas dos governos local, estadual e federal.
5. Setor externo (resto do setor mundial): transforma o modelo de economia fechada em economia aberta.

O modelo de cinco setores do fluxo circular de renda é uma representação mais realista da economia. Ao contrário do modelo de dois setores, onde existem seis suposições, o fluxo circular de cinco setores relaxa todas as seis suposições. Desde que a primeira suposição está relaxada, há mais três setores introduzidos. 

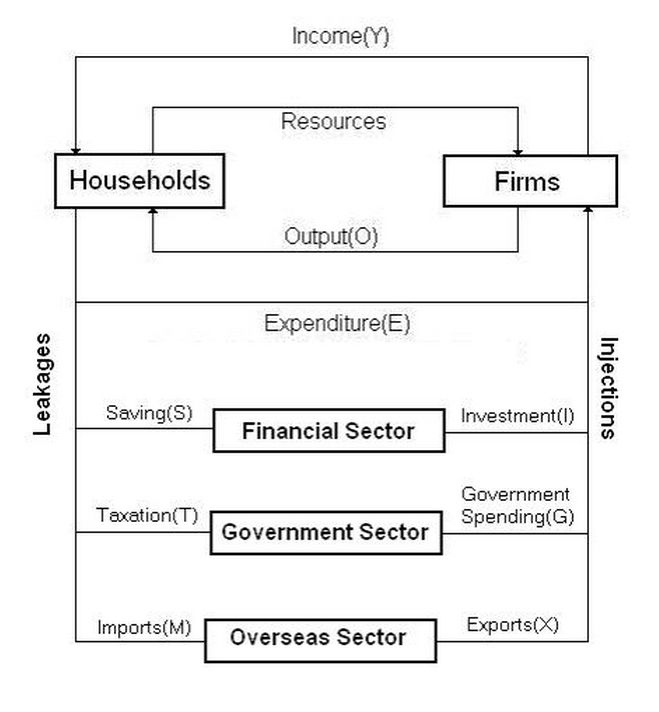
Modelo de Fluxo Circular do Rendimento de Cinco Sectores
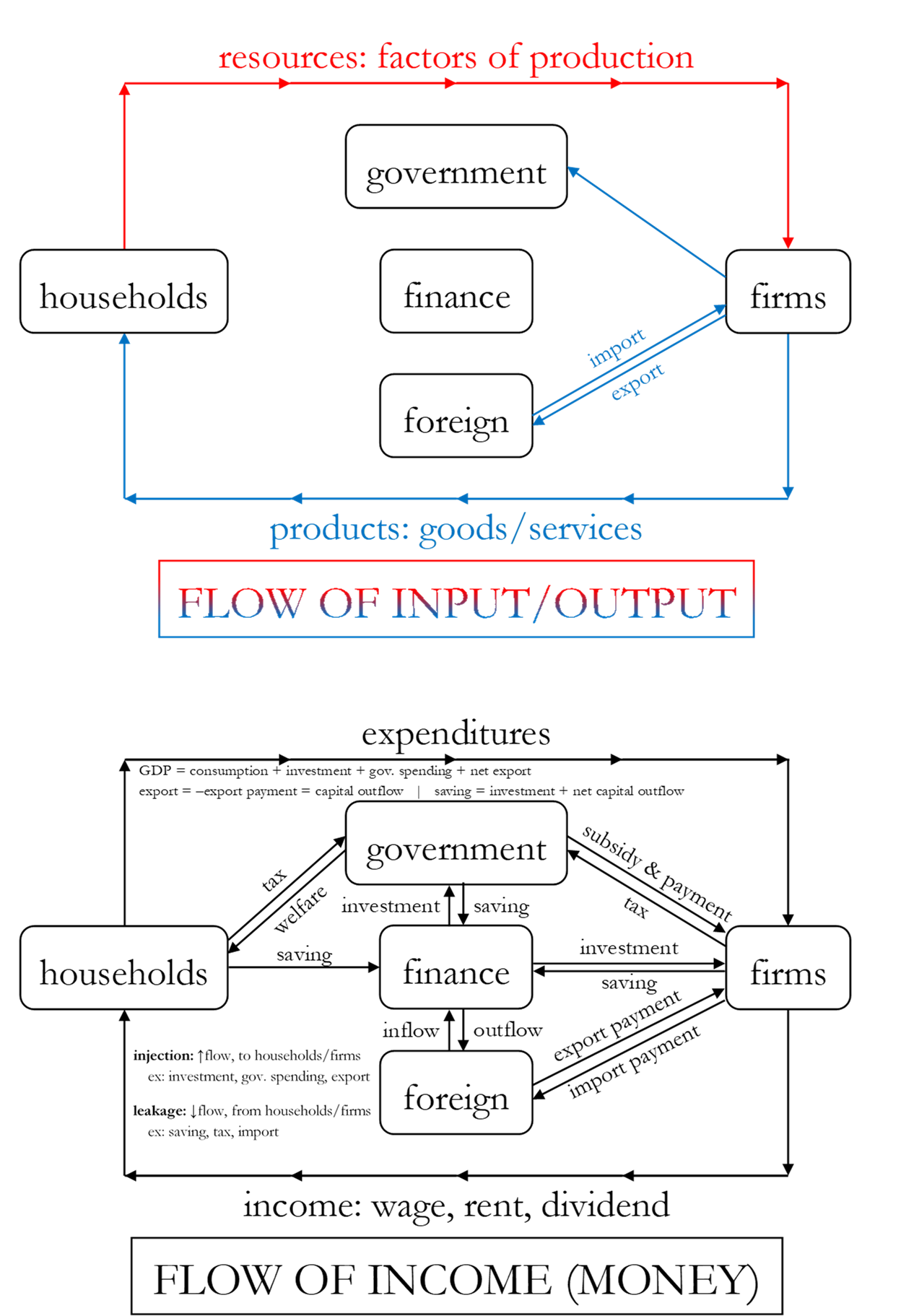
Diagrama de fluxo circular - modelo de cinco setores

## Fluxo Circular de Tópicos de Renda

### Vazamentos e injeções
No modelo de cinco setores, há vazamentos e injeções 
- Vazamento significa retirada do fluxo. Quando as famílias e as empresas poupam parte dos seus rendimentos, isso constitui uma fuga. Eles podem ser em forma de poupança, pagamentos de impostos e importações. Vazamentos reduzem o fluxo de renda.
- Injeção significa introdução de renda no fluxo. Quando os lares e as empresas utilizam a poupança, constituem injeções. Injeções aumentam o fluxo de renda. As injeções podem tomar as formas de investimento, gastos do governo e exportações. Enquanto os vazamentos são iguais às injeções, o fluxo circular de renda continua indefinidamente. As instituições financeiras ou o mercado de capitais desempenham o papel de intermediários. Isso significa que a renda que os indivíduos recebem das empresas e os bens e serviços que são vendidos a eles não contam como injeções ou vazamentos, já que nenhum dinheiro novo está sendo introduzido no fluxo e nenhum dinheiro está sendo retirado do fluxo.

Vazamentos e injeções podem ocorrer no setor financeiro, no setor governamental e no setor externo: 
No setor financeiro
Em termos do modelo circular de fluxo de renda, o vazamento que as instituições financeiras proporcionam na economia é a opção de as famílias pouparem seu dinheiro. Isso é um vazamento porque o dinheiro economizado não pode ser gasto na economia e, portanto, é um ativo ocioso que significa que nem toda a produção será comprada. A injeção que o setor financeiro fornece à economia é o investimento (I) no setor de negócios/empresas. Um exemplo de grupo no setor financeiro inclui bancos como o Westpac ou instituições financeiras como a Suncorp. 
No setor governamental
O vazamento que o setor governamental fornece é através da arrecadação de receita através de Impostos (T) que são fornecidos pelas famílias e empresas ao governo. Isso é um vazamento porque é um vazamento da renda atual, reduzindo assim os gastos com bens e serviços atuais. A injeção fornecida pelo setor governamental é o gasto governamental (G) que fornece serviços coletivos e pagamentos de assistência social à comunidade. Um exemplo de um imposto cobrado pelo governo como um vazamento é o imposto de renda e uma injeção na economia pode ser quando o governo redistribui essa renda na forma de pagamentos de previdência social, que é uma forma de gasto governamental de volta à economia. 
No setor externo
O principal vazamento desse setor são as importações (M), que representam gastos dos residentes no resto do mundo. A principal injeção proporcionada por este setor é a exportação de bens e serviços que geram renda para os exportadores de residentes no exterior. Um exemplo do uso do setor no exterior é a exportação de lã da Austrália para a China, a China paga o exportador de lã (o agricultor), portanto, mais dinheiro entra na economia, tornando-se uma injeção. Outro exemplo é a China processando a lã em itens como casacos e a Austrália importando o produto pagando ao exportador chinês; já que o dinheiro que paga pelo casaco deixa a economia, é um vazamento. 

###### Tabela de Vazamentos e Injeções
| VAZAMENTOS                      | INJEÇÕES                              |
| Poupança ({\displaystyle S})    | Investimentos ({\displaystyle I})     |
| Impostos ({\displaystyle T})    | Gastos do governo ({\displaystyle G}) |
| Importações ({\displaystyle M}) | Exportações ({\displaystyle X})       |

Tabela 1 Todos os vazamentos e injeções no modelo de cinco setores

### O estado de equilíbrio
Em termos do modelo de fluxo circular de renda de cinco setores, o estado de equilíbrio ocorre quando os vazamentos totais são iguais ao total de injeções que ocorrem na economia. Isso pode ser mostrado como: 
OU:
Isto pode ser ilustrado através de uma economia fictícia onde:  
{\displaystyle S+T+M=I+G+X}
$ 100 + $ 150 + $ 50 = $ 50 + $ 100 + $ 150 
US $ 300 = US $ 300 
 

Portanto, uma vez que os vazamentos são iguais às injeções, a economia está em um estado estável de equilíbrio. Este estado pode ser contrastado com o estado de desequilíbrio onde, ao contrário do equilíbrio, a soma dos vazamentos totais não é igual à soma do total de injeções. Dando valores aos vazamentos e injeções, o fluxo circular de renda pode ser usado para mostrar o estado de desequilíbrio. O desequilíbrio pode ser mostrado como: 
 Portanto, pode ser mostrado como uma das equações abaixo, onde: 
US $ 150 (S) + US $ 250 (T) + US $ 150 (M) > US $ 75 (I) + US $ 200 (G) + US $ 150 (X) 
Ou: 
Vazamentos totais {\displaystyle <}Total de injeções 
Os efeitos do desequilíbrio variam de acordo com a qual das equações acima pertencem. 
Se {\displaystyle S+T+M>I+G+X}, os níveis de renda, produto, despesa e emprego cairão, causando uma recessão ou contração na atividade econômica geral.  

Mas se {\displaystyle S+T+M<I+G+X}, os níveis de renda, produto, despesa e emprego aumentarão, causando um boom ou expansão da atividade econômica. 

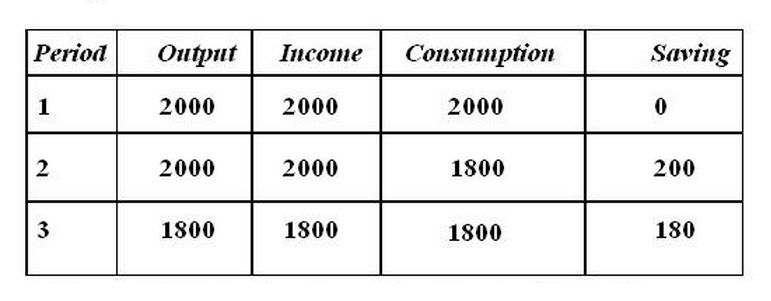
fluxo circular renda efeitos poupança

 Para administrar este problema, se o desequilíbrio ocorrer no modelo cinco setores, as mudanças na produção levarão a que equilíbrio seja recuperado. exemplo disso é se: {\displaystyle S+T+M>I+G+X} os níveis de renda, despesa e produção cairão causando uma contração ou recessão na atividade econômica geral. À medida que a renda cai, as famílias reduzirão todos os vazamentos, como a poupança, pagarão menos impostos e, com uma renda menor, gastarão menos com importações. Isso levará a uma queda nos vazamentos até que eles se igualem às injeções e um nível mais baixo de equilíbrio será o resultado.
A outra equação de desequilíbrio, se {\displaystyle S+T+M<I+G+X} no modelo de cinco setores, os níveis de renda, despesa e produção subirão muito, causando um boom na atividade econômica. À medida que a renda das famílias aumenta, haverá uma maior oportunidade de economizar, portanto, a poupança no setor financeiro aumentará, a tributação para o limite mais alto aumentará e eles poderão gastar mais em importações. Neste caso, quando os vazamentos aumentarem, a situação será um nível mais alto de equilíbrio. 

## Significância do estudo do fluxo circular de renda
O livro Uma Abordagem Geral da Política Macroeconômica  identifica quatro possíveis áreas de significância: 
1. Mensuração da Renda Nacional - A renda nacional é uma estimativa da agregação de qualquer atividade econômica do fluxo circular. É a renda de todos os fatores de produção ou o gasto de vários setores da economia. No entanto, a quantidade agregada de cada uma das atividades é idêntica à outra.
2. Conhecimento da Interdependência - Fluxo circular de renda significa a interdependência de cada uma das atividades umas sobre as outras. Se não houver consumo, não haverá demanda e despesa que de fato restrinjam a quantidade de produção e renda.
3. Natureza Infinita das Atividades Econômicas - Significa que a produção, a renda e a despesa são de natureza interminável, portanto, as atividades econômicas em uma economia nunca podem ser interrompidas. A renda nacional também está fadada a subir no futuro.
4. Injeções e vazamentos

## Diagrama de fluxo circular como um subsistema do ambiente

O sistema econômico como um subsistema do meio ambiente: os recursos naturais fluem pela economia e acabam como lixo e poluição

O fluxograma circular é uma abstração da economia como um todo. O diagrama sugere que a economia pode se reproduzir. A ideia é que, à medida que as famílias gastam dinheiro de bens e serviços das empresas, as empresas têm os meios para comprar mão-de-obra das famílias, para que as famílias comprem mais bens e serviços. Sugerindo que esse processo pode e continuará sendo continuamente como uma máquina de movimento perpétuo. No entanto, de acordo com as Leis da Termodinâmica, máquinas de movimento perpétuo não existem. As Primeiras Leis dizem que a matéria e a energia não podem ser criadas ou destruídas, e as Segunda Leis dizem que matéria e energia se movem de um estado de baixa entropia, útil, para um estado de entropia superior menos útil. Assim, nenhum sistema pode continuar sem insumos de energia nova que saia como resíduo de alta entropia. Assim como nenhum animal pode viver com seus próprios resíduos, nenhuma economia pode reciclar os resíduos que produz sem a entrada de energia nova para se reproduzir. A economia, portanto, não pode ser o todo. Deve ser um subsistema do ecossistema maior.
Isso não quer dizer que o fluxograma circular não seja útil para entender os fundamentos de uma economia, como vazamentos e injeções. No entanto, não se pode ignorar que a economia exige intrinsecamente recursos naturais e a criação de resíduos que devem ser absorvidos de alguma maneira. A economia só pode continuar a se mover se tiver matéria e energia para alimentá-la e a capacidade de absorver o lixo que cria. Esta matéria e baixa energia de entropia e a capacidade de absorver o lixo existe em uma quantidade finita e, portanto, há uma quantidade finita de entradas para o fluxo e saídas do fluxo que o ambiente pode manipular, implicando que há um limite sustentável para o movimento, e, portanto, o crescimento da economia. 

## Leitura complementar
- Backhouse, Roger E. e Yann Giraud. "Diagramas de fluxo circular." em: Figuras famosas e diagramas na economia (2010): 221-230. Capítulo 23
- Daraban, Bogdan. "Introduzindo o diagrama de fluxo circular para estudantes de negócios". Jornal de Educação para Empresas 85.5 (2010): 274-279.
- Mankiw, Gregory. Principles of Economics, 6th edition. [S.l.: s.n.]
- Marks, Melanie e Gemma Kotula. "Usando o modelo circular de fluxo de renda para ensinar economia na sala de aula do ensino médio." The Social Studies 100.5 (2009): 233-242.
- Lloyd A. Metzler . “Três defasagens no fluxo circular de renda”, em: Renda, Emprego e Público; ensaios em homenagem a Alvin H. Hansen, Lloyd A Metzler; Nova Iorque, WW Norton [1948]. pp.   11–32
- Antoin E. Murphy. "John Law e Richard Cantillon sobre o fluxo circular de renda." Jornal da História do Pensamento Econômico. 1,1 (1993): 47-62.
- Sloman, John. Economics, 3rd edition. Col: Prentice Economics. [S.l.: s.n.] ISBN 0-273-65574-4